# Federació Catalana d'Esquaix i Raquetbol
La Federació Catalana d'Esquaix i Raquetbol és l'organisme rector que ordena, impulsa i dirigeix la pràctica de l'esquaix, el raquetbol i el softràquet a Catalunya. Forma part de la Unió de Federacions Esportives de Catalunya.

## Història
L'esquaix va ser reconegut com a esport el 1980 pel Consejo Superior de Deportes (CSD), abans de tenir federació pròpia, va estar regulat per un comitè dins de la Federació Espanyola de Tennis. El 1984 es va fundar la Federació Espanyola d'Esquaix i es va posar en marxa el procés per crear les federacions territorials. La primera va ser la catalana, que el mateix any va formar una junta gestora per tal de constituir-la. El 12 de desembre de 1985 es van aprovar els estatuts i un any després, el novembre de 1986, la Direcció General de l'Esport de la Generalitat de Catalunya va reconèixer oficialment la Federació Catalana d'Esquaix i Raquetbol. L'activitat de la federació tingué una evolució molt dinàmica durant les dècades del 1980 i 1990, quan es consolida arribant a la xifra de 1.200 pistes construïdes entre 185 clubs. El 1985 ja es va celebrar un primer Campionat d'Europa a les pistes de Can Mèlich Club de Sant Just Desvern, que va repetir com a escenari el 1990. Va arribar a la seva màxima cota de popularitat a Catalunya quan el 1994 es va celebrar el Campionat del Món al Palau Municipal d'Esports de Barcelona. Clubs com Can Mèlich, Squash Barcelona i Malibú Esportiu de Sabadell es van convertir en capdavanters de l'estat espanyol en aquesta modalitat. En la disciplina de raquetbol, la Federació Catalana va ser admesa com a membre de ple dret a la Federació Europea de Raquetbol (ERF) i la Federació Internacional de Raquetbol (IRF). Tres mesos abans del reconeixement internacional, la selecció catalana de raquetbol ja havia jugat el Mundial de Santo Domingo com a membre provisional de la Federació Internacional i un any després Víctor Montserrat es va proclamar campió d'Europa a Itàlia i les seleccions catalanes masculina i femenina també ho van ser per equips el 2009. En esquaix, la selecció catalana femenina es va estrenar el 1999 en un encontre amistós contra França a Can Mèlich Club i la masculina ho va fer l'any següent a Barcelona amb Portugal com a rival.

## Presidents

### Angel Manso Ortega (1985-1993)
Jugador d'esquaix amb el Club d'Amics de l'Squash (CAM) va ser campió de Catalunya i entre finals de 1986 i principis de 1987 va ocupar el número nou del rànquing espanyol. També va practicar el raquetbol. Va ser elegit president provisional de la federació el 14 de març de 1985 després de presidir també la gestora que l'havia de posar en marxa, i el desembre del mateix any, es va convertir en el seu president definitiu en constituir-se oficialment la nova federació una vegada aprovats els seus estatuts. El 1993 va deixar el càrrec per passar a dirigir la Federació Espanyola, de la qual ja n'era el vicepresident. Posteriorment també va ser president del Comitè Organitzador del Mundial d'esquaix que Barcelona va acollir el 1994.

### Albert Molins Mendoza (1993-1994)
Jugador d'esquaix al Can Mèlich Club i a l'Squash Barcelona. Va començar a jugar a esquaix als 18 anys i després es va convertir en l'importador d'una coneguda marca de raquetes i material per aquest esport. Va substituir Àngel Manso quan va deixar el càrrec i va acabar el que li quedava de mandat. Durant el seu mandant, es va disputar el Campionat del Món al Palau Municipal d'Esports de Barcelona.

### Octavi Sadó Ventura (1994-1997)
Soci de Can Mèlich Club, no va arribar a jugar mai a esquaix, però si que ho van fer els seus fills Octavi, que va pertànyer a diversos clubs estrangers, i Elisabeth, que l'any 1999 va guanyar el British Open Júnior i va ser professional d'aquest esport amb molt bons rànquings. Es va incorporar a la Junta Directiva en la presidència d'Àngel Manso. El 1994, finalment, va ser elegit president, però no va arribar a completar el seu mandat, ja que el 1997 les seves ocupacions professionals el van obligar a cedir el testimoni al seu vicepresident, Josep Maria Ripoll.

### Josep Maria Ripoll Puertas(1997-2011)
Jugador aficionat d'esquaix sorgit del Can Mèlich Club, va entrar a la junta directiva de la federació el 1994 ocupant la vicepresidència, fins que va ser elegit president el 1997. La fita més important dels seus catorze anys de presidència va ser el reconeixement de la Federació Catalana d'Esquaix i Raquetbol per part de les federacions Europea i Internacional de Raquetbol, després del qual la selecció catalana de raquetbol va poder competir com a membre de ple dret en campionats d'Europa i del món.

### Santi Altarriba Bárcena (2012-)
Va començar a jugar a esquaix el 1986, i el 1989 va entrar al Malibú Esportiu, del qual a partir de l'any 2001 es va convertir en un dels seus propietaris. En aquest club es va forjar com a gestor i directiu. L'any 2006 Josep Maria Ripoll el va incorporar a la junta directiva de la federació com a vicepresident, i el 2012 va passar a ocupar-ne la presidència.